# قزل-یلگا
قزل-یلگا (انگلیسی: Kyzyl-Yelga) یک شهرک در شهرستان بوزدیاکسکی باشقیرستان کشور روسیه است.